# Kawanishi K-10
El Kawanishi K-10 fue un avión japonés fabricado por la compañía Kawanishi. Se trataba de un biplano dedicado al transporte de pasajeros y correo.

## Historia y desarrollo
Su desarrollo por parte de Eiji Sekiguchi se inició en 1925, volviendo a un diseño biplano tras el modelo monoplano Kawanishi K-8. El objetivo principal era ser empleado en la ruta Seúl-Dalian de la compañía Nippon Koku. El K-10 fue el primer aparato civil japonés que incluía a bordo un radiotelégrafo.
Equipado con un motor Lorraine-Dietrich de 400 hp, el primer K-10 hizo su vuelo inaugural en agosto de 1926. Contaba con capacidad para dos pasajeros, que se ubicaban lado a lado en una cabina abierta frente a la del piloto. Sin embargo, el diseño fue pronto modificado, sustituyendo el motor por un Maybach de 260 hp, aumentando la capacidad de pasajeros a cuatro e instalándolos en una cabina cerrada justo tras el motor.

## Especificaciones
Referencia datos: Japanese Aircraft 1910–1941

### Características generales
- Tripulación: 1
- Longitud: 8,9 m
- Envergadura: 13 m
- Altura: 3,55 m
- Superficie alar: 44,85 m²
- Peso vacío: 1057 kg
- Peso cargado: 1762 kg
- Planta motriz: 1× motor en línea de 6 cilindros Maybach M IVa.
  - Potencia: 260-305 hp

### Rendimiento
- Velocidad máxima operativa (Vno): 172 km/h
- Alcance: km
- Radio de acción: km
- Alcance en combate: km
- Alcance en ferry: km
- Techo de vuelo: 6000 m

## Aeronaves relacionadas

### Aeronaves similares
- Boeing Model 40
- Breguet 26T
- de Havilland DH.34

### Secuencias de designación
- Secuencia K-_ (interna de Kawanishi): ← K-7 - K-8 - K-9 - K-10 - K-11 - K-12